# کاخ تابستانی پکن
کاخ تابستانی پکن در شمال غرب مرکز پکن، چین قرار دارد و از اغلب بخش‌هایی این شهر به راحتی در دسترس است.ارتفاع این کاخ ۶۰ متر است و توسط دریاچه کونمینگ احاطه شده‌است. ونوع معماری این کاخ از نوع کلاسیک است.در دسامبر سال ۱۹۹۸، یونسکو کاخ تابستانی پکن را در فهرست میراث جهانی ثبت کرد.

## نگارخانه

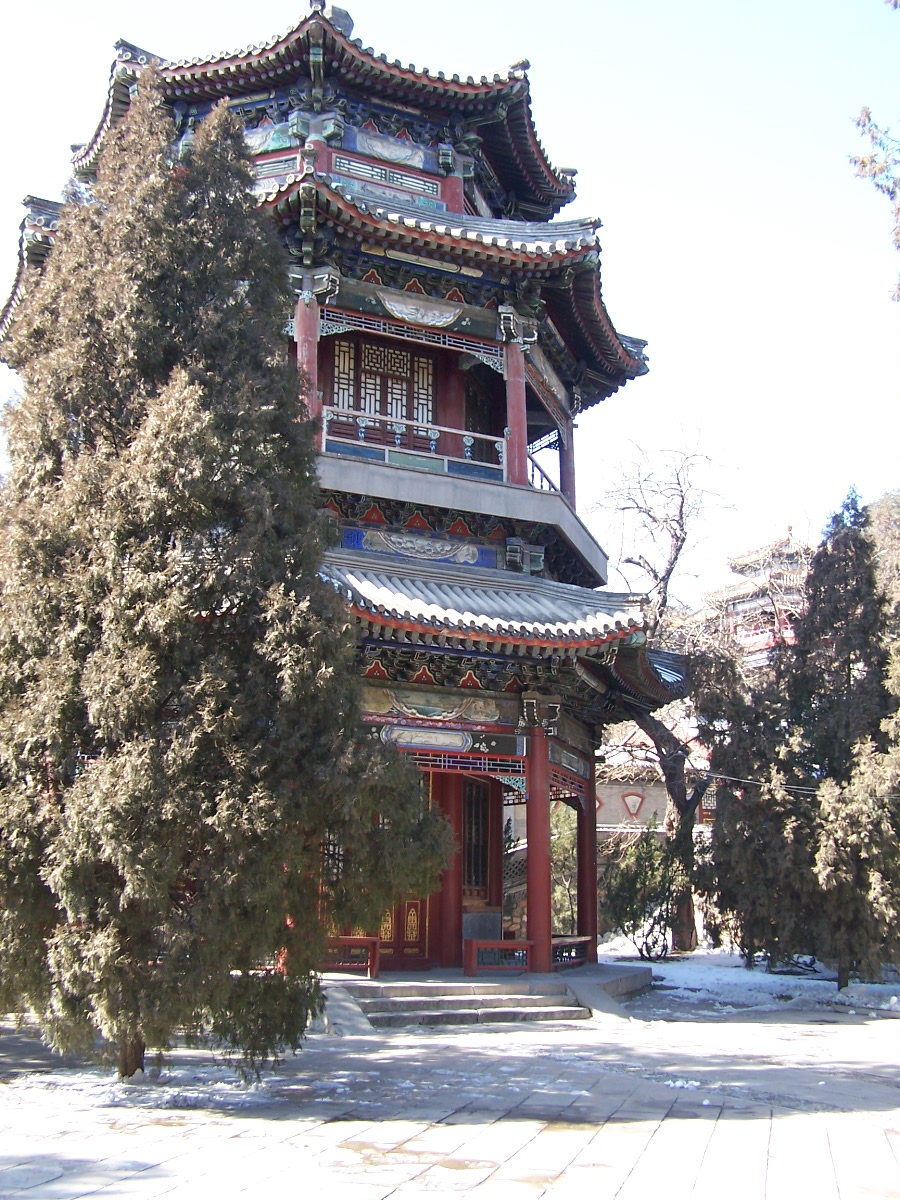
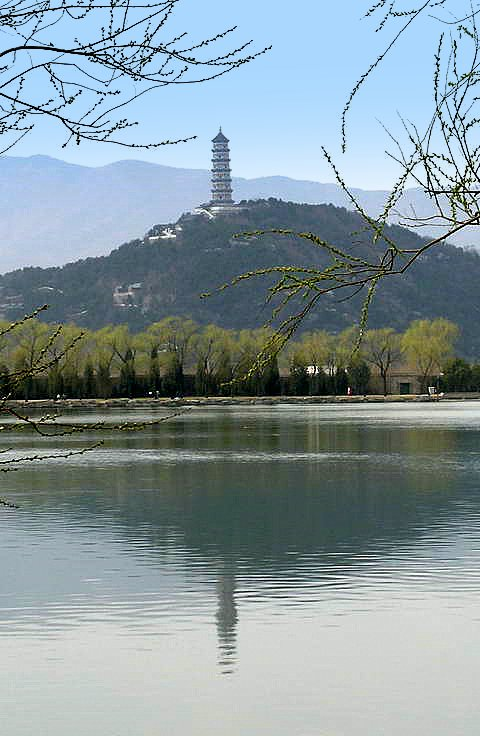
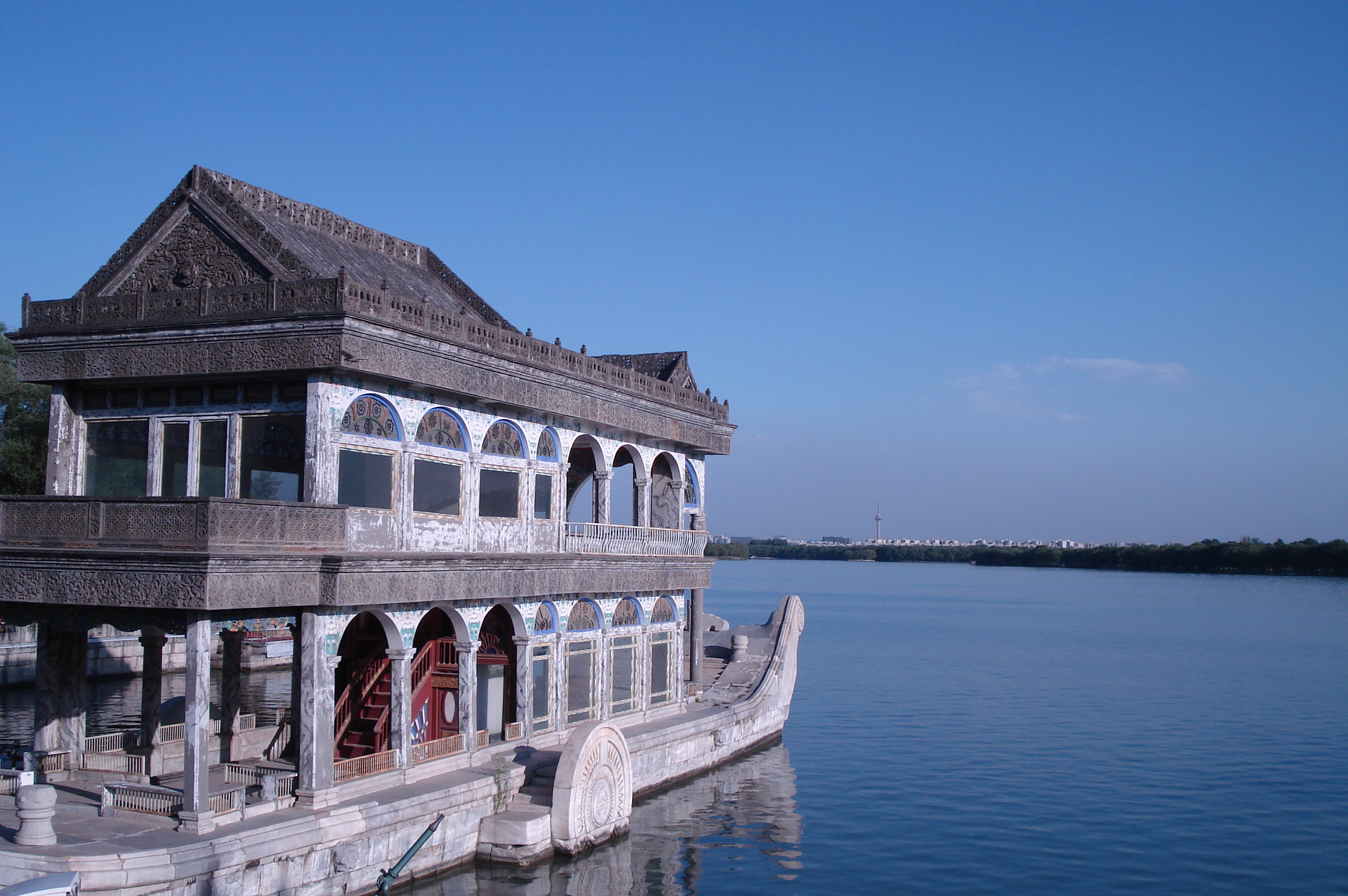
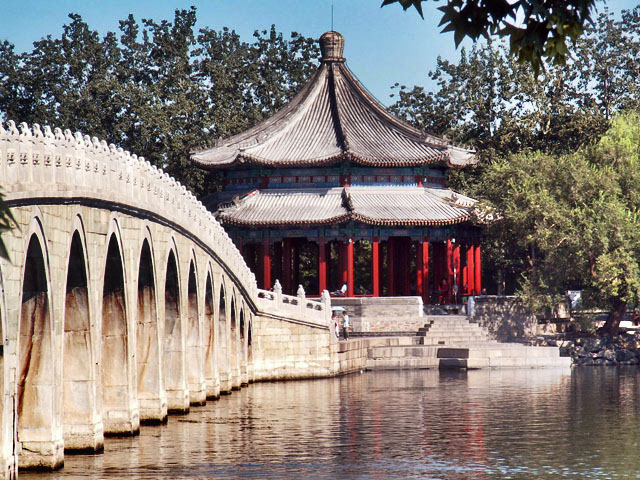
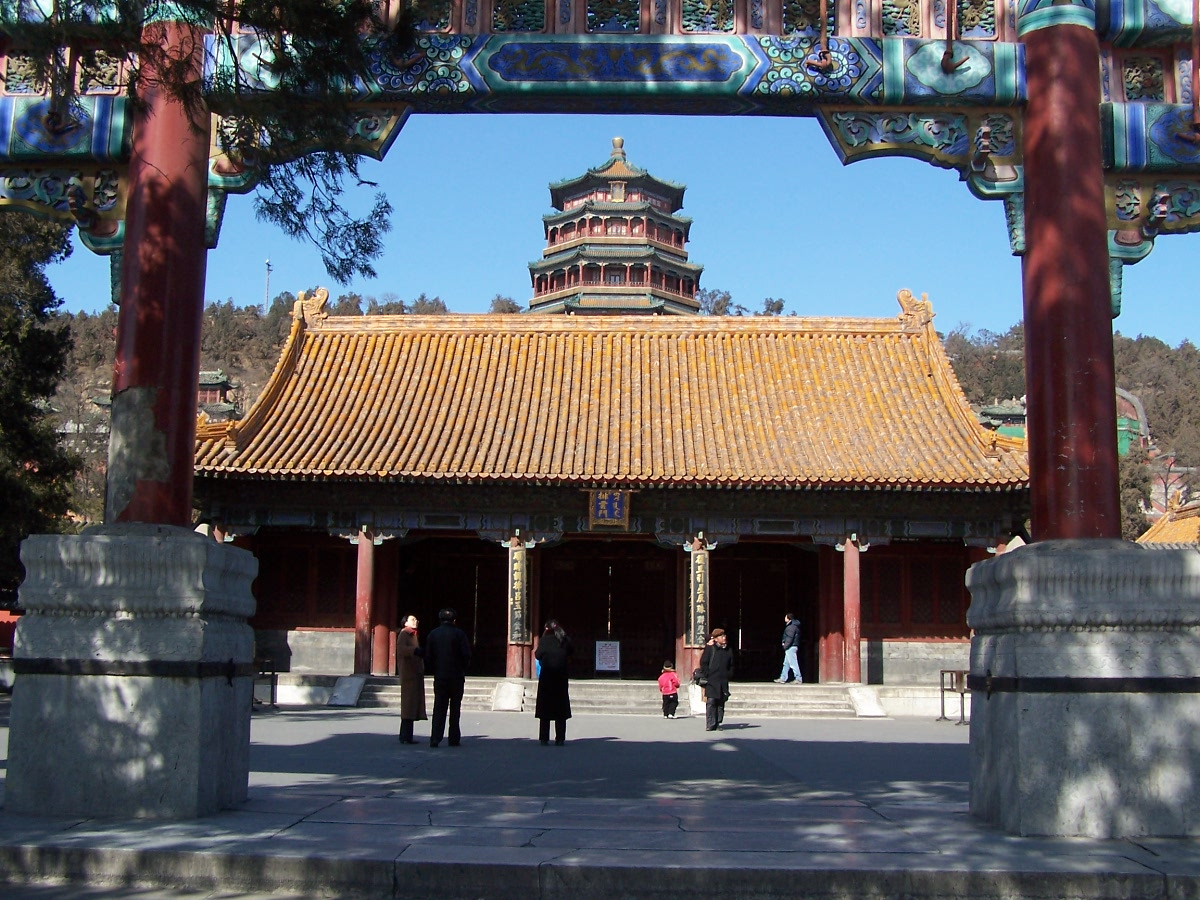
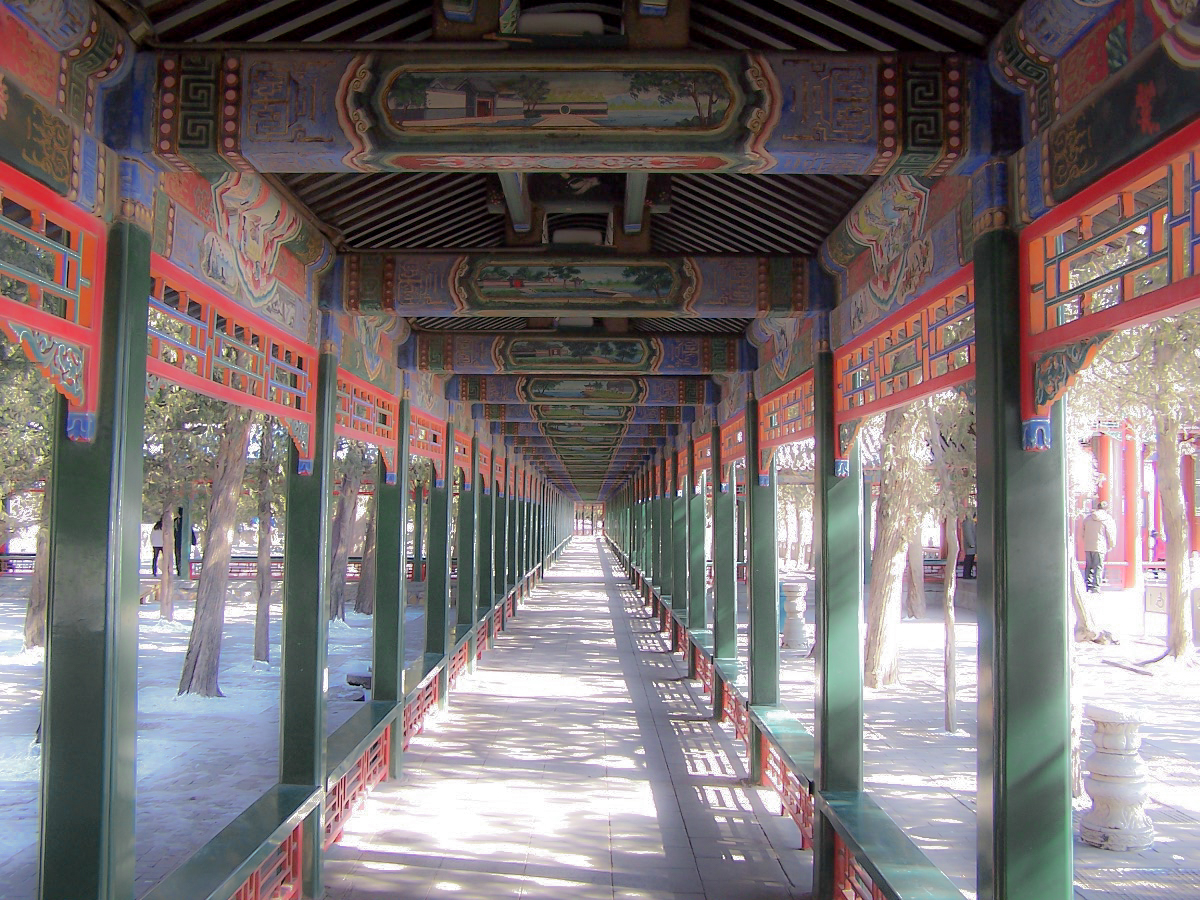
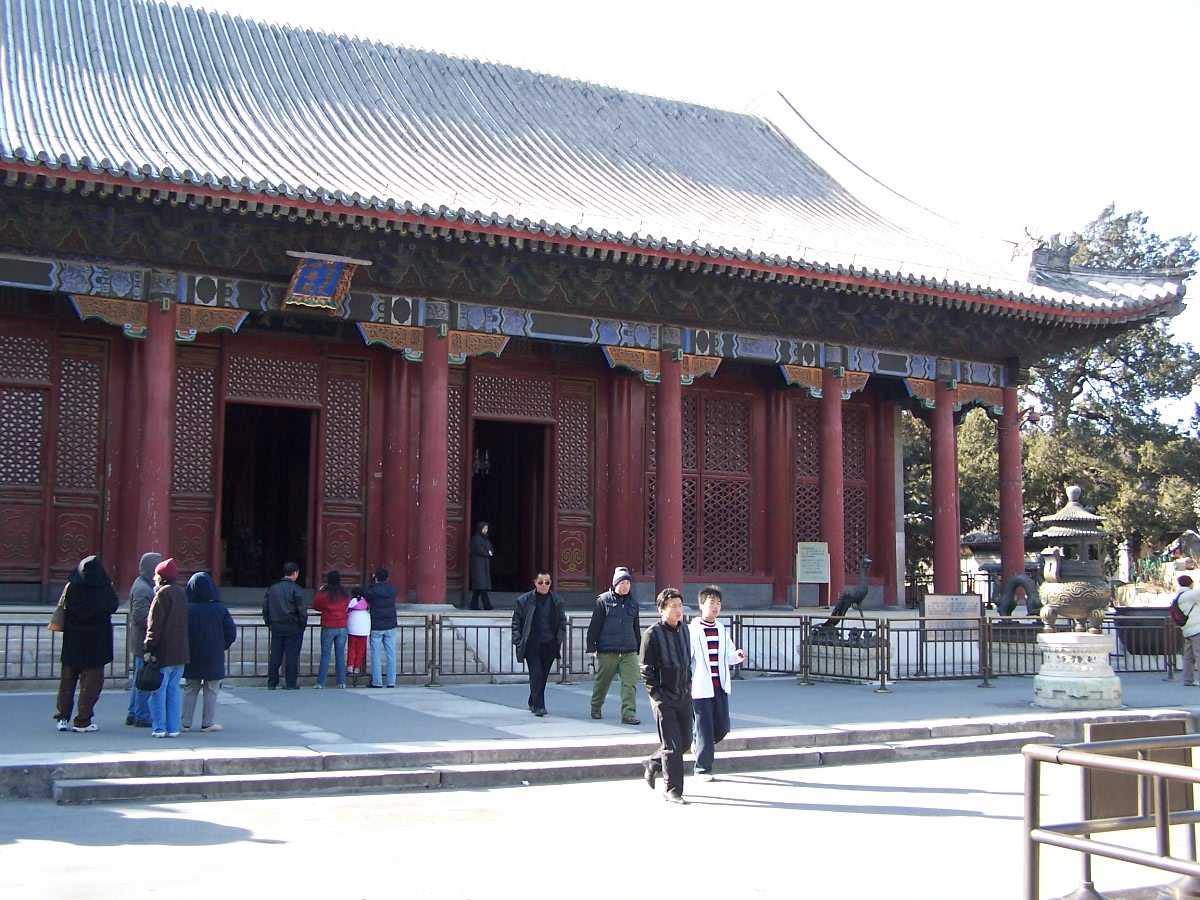
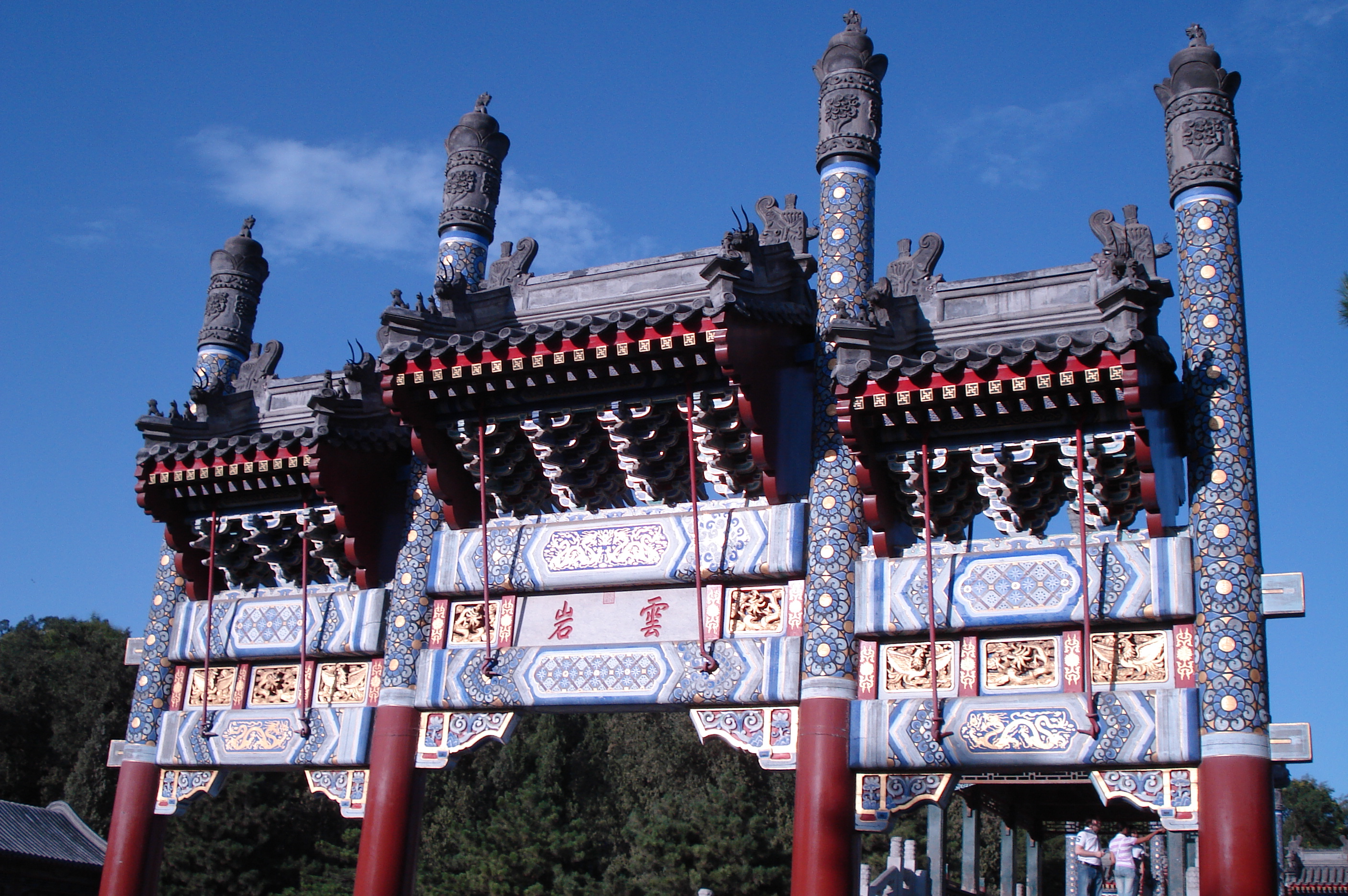
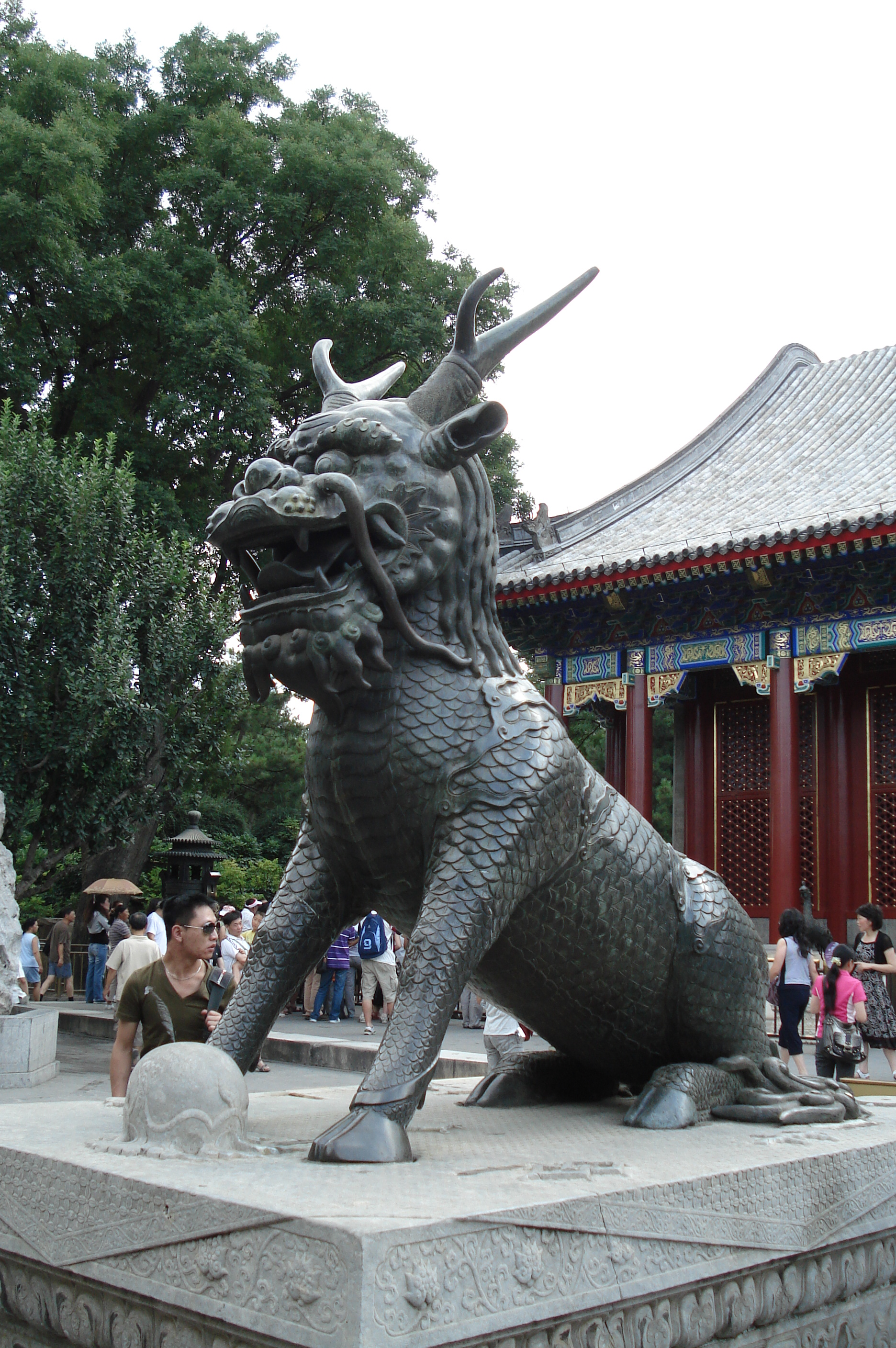